# Macrosiphum creelii
Macrosiphum creelii är en insektsart som beskrevs av Davis 1914. Macrosiphum creelii ingår i släktet Macrosiphum och familjen långrörsbladlöss. Inga underarter finns listade i Catalogue of Life.